# Peltula impressa
Peltula impressa är en lavart som först beskrevs av Vain., och fick sitt nu gällande namn av Swinscow & Krog. Peltula impressa ingår i släktet Peltula och familjen Peltulaceae.   Inga underarter finns listade i Catalogue of Life.